# Temporada 2003-04 del València CF
La temporada 2003-2004 del València CF és, per a molts, la millor de la seua història. La temporada començà, tal com va ocórrer a la Temporada 2001-2002, amb incerteses després de no aconseguir la classificació per a la Lliga de Campions en acabar la lliga en cinquena posició. A més, l'entrenador Rafa Benítez va mostrar públicament el seu desencís amb la directiva per no haver fitxat als jugadors que ell volia, arribant a afirmar que "esperava un sofà i m'han portat una làmpada" després del fitxatge de Fabián Canobbio. Tot i el desig del president, Jaume Ortí, d'acontentar a Benítez, el director esportiu Suso Garcia Pitarch i l'entrenador tenien una guerra subterrània que eixiria a la llum en acabar la temporada, amb la marxa d'un Rafa Benítez triomfal al Liverpool FC.
L'altre culebró de l'estiu tingué a Roberto Fabián Ayala, que tenia una oferta de fitxatge del Reial Madrid, com a protagonista. El València es negà a traspassar al jugador, evidenciant les males relacions amb el club de la capital, que al seu torn s'oposà al fet que Samuel Eto'o vestira els colors blanc-i-negres. D'altra banda, Ayala no va jugar els cinc primers partits de lliga per una lesió imaginària, fins que la bona marxa de l'equip va aplanar la renovació del defensa argentí.
Així doncs, la temporada de lliga començà amb Mauricio Pellegrino i Carlos Marchena en defensa, arribant a disputar David Navarro el partit de lliga contra el Reial Madrid que acabà amb victòria per 2-0 pels de Mestalla. Tots els grans equips de la lliga van perdre el seu enfrontament contra el València aquella primera volta, amb un València que sols va vore trencada la seua ratxa d'imbatibilitat davant el Deportivo de la Coruña (2-1).
A copa, el València va haver d'enfrontar-se contra el Reial Madrid en quarts de final, perdent el primer partit al Bernabeu per 3-0. Després del partit de Mestalla, perdut per 1-2, el públic va mostrar el seu desencís protestant cap al palc, tot i ser campions d'hivern en lliga i dur una bona trajectòria en la Copa de la UEFA. El 15 de febrer de 2004, després de dos golejades contra Atlètic de Madrid i Màlaga CF, el València es tornava a enfrontar al Reial Madrid en lliga. El partit, arbitrat per Tristante Oliva va tindre la intensitat habitual i va tindre com a jugada polèmica el penal xiulat en l'últim minut a Carlos Marchena per una inexistent falta sobre el madridista Raúl, que va ser batejat com un Ushiro Nage per la premsa de Madrid, en considerar que el defensa del València va fer una tècnica de Judo al davanter madridista. El diari valencià Superdeporte va traure en portada diverses tallades de xoriço i definí l'arbitratge com la misma chorizada de siempre. Amb dos derrotes a les següents jornades, el València quedà a huit punts del Madrid en lliga, i sols la classificació a quarts de la UEFA i dos victòries contundents davant Deportivo i Mallorca calmaren la situació. Tanmateix, el València remuntaria la diferència de punts amb el Madrid i es proclamaria campió després de guanyar huit partits i empatar dos, per a acabar el campionat amb set punts més que el Madrid, que finalment acabaria quart, per darrere de Barça i Deportivo.
Amb la victòria 2-0 davant l'Olympique de Marsella a Goteborg, el València va fer el seu primer (i únic) doblet en 85 anys d'història. L'1 de juny, entre llàgrimes, Rafa Benítez anunciava que abandonava l'entitat per a fitxar pel Liverpool FC, si bé la decisió l'havia pres des de feia mesos.

## Equip

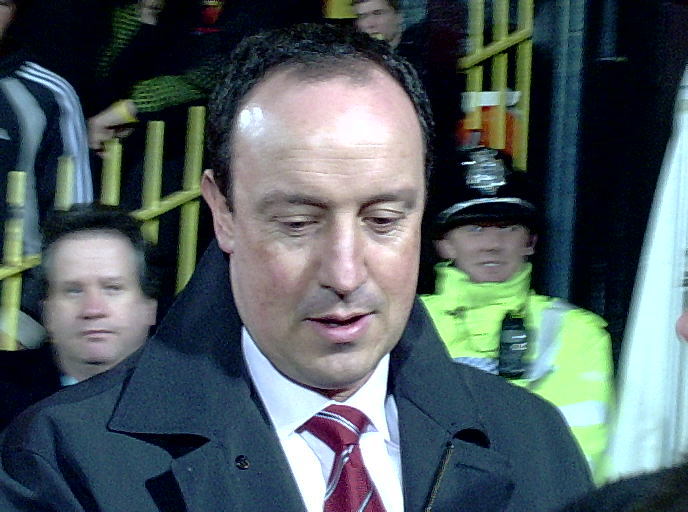
L'entrenador Rafa Benítez va tindre mala relació amb la directiva i cos tècnic valencianista durant tota la temporada.

Jugadors en acabar la temporada
| N. | Pos. | Nac. | Jugador             |
| -- | ---- | --- | ------------------- |
| 1  | POR  | [[Fitxer:Flag of Spain.svg\|23x15px\|border \|alt=Espanya\|link=Selecció de futbol d'Espanya\|{{#if:\|]]                            | Santiago Cañizares  |
| 2  | DEF  | [[Fitxer:Flag of Argentina.svg\|23x15px\|border \|alt=Argentina\|link=Selecció de futbol de l'Argentina\|{{#if:\|]]                 | Mauricio Pellegrino |
| 3  | DEF  | [[Fitxer:Flag of Brazil.svg\|23x15px\|border \|alt=Brasil\|link=Selecció de futbol del Brasil\|{{#if:\|]]                           | Fábio Aurélio       |
| 4  | DEF  | [[Fitxer:Flag of Argentina.svg\|23x15px\|border \|alt=Argentina\|link=Selecció de futbol de l'Argentina\|{{#if:\|]]                 | Roberto Ayala       |
| 5  | DEF  | [[Fitxer:Flag of Spain.svg\|23x15px\|border \|alt=Espanya\|link=Selecció de futbol d'Espanya\|{{#if:\|]]                            | Carlos Marchena     |
| 6  | MIG  | [[Fitxer:Flag of the Valencian Community (2x3).svg\|23x15px\|border \|alt=València\|link=Selecció de futbol de València\|{{#if:\|]] | David Albelda       |
| 7  | DAV  | [[Fitxer:Flag of Brazil.svg\|23x15px\|border \|alt=Brasil\|link=Selecció de futbol del Brasil\|{{#if:\|]]                           | Ricardo Oliveira    |
| 8  | MIG  | [[Fitxer:Flag of Spain.svg\|23x15px\|border \|alt=Espanya\|link=Selecció de futbol d'Espanya\|{{#if:\|]]                            | Rubén Baraja        |
| 10 | MIG  | [[Fitxer:Flag of Spain.svg\|23x15px\|border \|alt=Espanya\|link=Selecció de futbol d'Espanya\|{{#if:\|]]                            | Miguel Ángel Angulo |
| 11 | DAV  | [[Fitxer:Flag of the Valencian Community (2x3).svg\|23x15px\|border \|alt=València\|link=Selecció de futbol de València\|{{#if:\|]] | Juan Sánchez        |
| 12 | DEF  | [[Fitxer:Flag of the Valencian Community (2x3).svg\|23x15px\|border \|alt=València\|link=Selecció de futbol de València\|{{#if:\|]] | Javier Garrido      |
| 13 | POR  | [[Fitxer:Flag of the Valencian Community (2x3).svg\|23x15px\|border \|alt=València\|link=Selecció de futbol de València\|{{#if:\|]] | Andreu Palop        |
| 14 | MIG  | [[Fitxer:Flag of the Valencian Community (2x3).svg\|23x15px\|border \|alt=València\|link=Selecció de futbol de València\|{{#if:\|]] | Vicente             |
| 15 | DEF  | [[Fitxer:Flag of Italy.svg\|23x15px\|border \|alt=Itàlia\|link=Selecció de futbol d'Itàlia\|{{#if:\|]]                              | Amedeo Carboni      |
| 16 | MIG  | [[Fitxer:Flag of Uruguay.svg\|23x15px\|border \|alt=Uruguai\|link=Selecció de futbol de l'Uruguai\|{{#if:\|]]                       | Fabián Canobbio     |
| 17 | DEF  | [[Fitxer:Flag of the Valencian Community (2x3).svg\|23x15px\|border \|alt=València\|link=Selecció de futbol de València\|{{#if:\|]] | David Navarro       |

| N. | Pos. | Nac. | Jugador                |
| -- | ---- | --- | ---------------------- |
| 18 | MIG  | [[Fitxer:Flag of Spain.svg\|23x15px\|border \|alt=Espanya\|link=Selecció de futbol d'Espanya\|{{#if:\|]]                            | Jorge López            |
| 19 | MIG  | [[Fitxer:Flag of the Valencian Community (2x3).svg\|23x15px\|border \|alt=València\|link=Selecció de futbol de València\|{{#if:\|]] | Francisco Rufete       |
| 20 | DAV  | [[Fitxer:Flag of Spain.svg\|23x15px\|border \|alt=Espanya\|link=Selecció de futbol d'Espanya\|{{#if:\|]]                            | Mista                  |
| 21 | MIG  | [[Fitxer:Flag of Argentina.svg\|23x15px\|border \|alt=Argentina\|link=Selecció de futbol de l'Argentina\|{{#if:\|]]                 | Pablo Aimar            |
| 23 | DEF  | [[Fitxer:Flag of Catalonia.svg\|23x15px\|border \|alt=Catalunya\|link=Selecció de futbol de Catalunya\|{{#if:\|]]                   | Curro Torres           |
| 24 | MIG  | [[Fitxer:Flag of Mallorca.svg\|23x15px\|border \|alt=Mallorca\|link=Selecció de futbol de Mallorca\|{{#if:\|]]                      | Xisco                  |
| 25 | MIG  | [[Fitxer:Flag of France (1794–1815, 1830–1974).svg\|23x15px\|border \|alt=França\|link=Selecció de futbol de França\|{{#if:\|]]     | Mohamed Sissoko        |
| 26 | MIG  | [[Fitxer:Flag of the Valencian Community (2x3).svg\|23x15px\|border \|alt=València\|link=Selecció de futbol de València\|{{#if:\|]] | Jaime Gavilán          |
| 28 | POR  | [[Fitxer:Flag of the Valencian Community (2x3).svg\|23x15px\|border \|alt=València\|link=Selecció de futbol de València\|{{#if:\|]] | David Rangel           |
| 29 | DAV  | [[Fitxer:Flag of Catalonia.svg\|23x15px\|border \|alt=Catalunya\|link=Selecció de futbol de Catalunya\|{{#if:\|]]                   | Borja Criado           |
| 31 | DEF  | [[Fitxer:Flag of the Valencian Community (2x3).svg\|23x15px\|border \|alt=València\|link=Selecció de futbol de València\|{{#if:\|]] | Vicente Verdejo        |
| 33 | POR  | [[Fitxer:Flag of Spain.svg\|23x15px\|border \|alt=Espanya\|link=Selecció de futbol d'Espanya\|{{#if:\|]]                            | Jonathan López         |
| 35 | DEF  | [[Fitxer:Flag of Paraguay.svg\|23x15px\|border \|alt=Paraguai\|link=Selecció de futbol del Paraguai\|{{#if:\|]]                     | Ángel Roberto Amarilla |
| 36 | DEF  | [[Fitxer:Flag of France (1794–1815, 1830–1974).svg\|23x15px\|border \|alt=França\|link=Selecció de futbol de França\|{{#if:\|]]     | Jean-Félix Dorothée    |
| 38 | MIG  | [[Fitxer:Flag of the Valencian Community (2x3).svg\|23x15px\|border \|alt=València\|link=Selecció de futbol de València\|{{#if:\|]] | César Soriano          |
| 39 | DEF  | [[Fitxer:Flag of the Valencian Community (2x3).svg\|23x15px\|border \|alt=València\|link=Selecció de futbol de València\|{{#if:\|]] | Raül Albiol            |

### Deixen l'equip a mitjan temporada
| N. | Pos. | Nac. | Jugador                             |
| -- | ---- | --- | ----------------------------------- |
| 9  | DAV  | [[Fitxer:Flag of Spain.svg\|23x15px\|border \|alt=Espanya\|link=Selecció de futbol d'Espanya\|{{#if:\|]] | Salva Ballesta (cedit al Màlaga CF) |

| N. | Pos. | Nac. | Jugador                                             |
| -- | ---- | --- | --------------------------------------------------- |
| 22 | MIG  | [[Fitxer:Flag of Uruguay.svg\|23x15px\|border \|alt=Uruguai\|link=Selecció de futbol de l'Uruguai\|{{#if:\|]] | Gonzalo de los Santos (cedit a l'Atlètic de Madrid) |

## Resultats

### Copa de la UEFA

#### Primera ronda
- València 1-0 AIK
- AIK 0-1 València

#### Segona ronda
- Maccabi Haifa 0-0 València
- València 4-0 Maccabi Haifa

#### Tercera ronda
- València 3–2 Beşiktaş
- Beşiktaş 0-2 València

#### Quarta ronda
| 11 de març de 2004 | Gençlerbirliği   | 1–0 | València CF |                           |  |
|                    | Daems 12' (pen.) |     |             | Ankara 19 Mayıs, Ankara · |  |

| 25 de març de 2004 | València CF             | 2–0 (temps afegit) | Gençlerbirliği |                                |  |
|                    | Mista 63' · Vicente 94' |                    |                | Estadi de Mestalla, València · |  |

#### Quarts de final
| 8 d'abril de 2004 | FC Girondins de Bordeus | 1–2 | València CF             |                                |  |
|                   | Riera 18'               |     | Baraja 75' · Rufete 88' | Stade Chaban-Delmas, Bordeus · |  |

| 14 d'abril de 2004 | València CF                 | 2–1 | FC Girondins de Bordeus |                                |  |
|                    | Pellegrino 52' · Rufete 60' |     | Eduardo 71'             | Estadi de Mestalla, València · |  |

#### Semi-final
| 22 d'abril de 2004 | Vila-real CF | 0–0 | València CF |                                                                                    |  |
| 21:45 CEST         |              |     |             | Estadi del Madrigal, Vila-real · 23,000 espectadors · Lucílio Batista (Portugal) · |  |

| 6 de maig de 2004 | València CF      | 1–0 | Vila-real CF |                                                                             |  |
| 21:45 CEST        | Mista 16' (pen.) |     |              | Estadi de Mestalla, València · 52,000 espectadors · Terje Hauge (Noruega) · |  |

#### Final
| 19 de maig de 2004 | València CF                      | 2–0    | Olympique de Marsella |                                                                      |  |
| 20:45 CEST         | Vicente 45+3' (pen.) · Mista 58' | Report |                       | Ullevi, Göteborg · 39,000 espectadors · Pierluigi Collina (Itàlia) · |  |